# Juan Carlos González Salvador
Juan Carlos González Salvador es un ex ciclista profesional español. Nació en Bilbao (Vizcaya) el 28 de enero de 1964. Fue profesional entre 1987 y 1995 ininterrumpidamente.
Su hermano mayor fue también ciclista profesional, durante las temporadas 1984 y 1985, con el equipo Reynolds.
Pasó al campo profesional en el equipo KAS. Su labor siempre era la de gregario de los diferentes jefes de filas que tuvo. Aun así consiguió una buena cantidad de victorias, siempre gracias a su buena punta de velocidad en los sprints.
Tras su retirada se convirtió en representante de diversos corredores, bajo las órdenes de Gorka Arrinda.

## Palmarés
| 1987 - 1 etapa de la Estrella de Bessèges - Campeón de España en Ruta 1988 - 1 etapa de la Vuelta a Aragón - 1 etapa de la Vuelta a Asturias 1989 - Hucha de Oro 1990 - 1 etapa de la Vuelta a Venezuela | 1991 - Hucha de Oro - Campeón de España en Ruta 1992 - 1 etapa de la Challenge de Mallorca (Trofeo Sóller) - 1 etapa del Trofeo Castilla y León 1993 - 1 etapa de la Vuelta a España 1994 - 1 etapa del Trofeo Castilla y León |

## Resultados en grandes vueltas y Campeonato del Mundo
Durante su carrera deportiva ha conseguido los siguientes puestos en las Grandes Vueltas y en los Campeonatos del Mundo en carretera:
| Carrera         | 1987 | 1988 | 1989 | 1990 | 1991 | 1992  | 1993 | 1994 | 1995 |
| --------------- | ---- | ---- | ---- | ---- | ---- | ----- | ---- | ---- | ---- |
| Giro de Italia  | -    | -    | -    | -    | -    | -     | Ab.  | -    | -    |
| Tour de Francia | -    | -    | -    | -    | -    | -     | -    | -    | -    |
| Vuelta a España | -    | -    | -    | -    | Ab.  | 108.º | Ab.  | 99.º | Ab.  |
| Mundial en Ruta | -    | -    | -    | -    | -    | -     | -    | -    | -    |

-: No participa

Ab.: Abandono

## Equipos
- Kas (1987-1988)
- Reynolds (1989)
- Banesto (1990)
- Puertas Mavisa (1991-1992)
- Mapei (1993)
- Euskadi (1994-1995)